# Marcus Cohn
Pour les articles homonymes, voir Cohn.
Marcus Cohn, aussi connu comme Marc Mordecai Cohn, né le 31 mai 1906 à Strasbourg, et mort le 28 décembre 1998, à Jérusalem en Israël, est un éducateur juif français. Professeur au Séminaire israélite de France et à l'École pratique des hautes études, il fonde en 1935 l'École Maïmonide (Boulogne-Billancourt). Il est également professeur à l'université hébraïque de Jérusalem et est l'auteur du dictionnaire hébreu-français / français-hébreu publié par Larousse.

## Éléments biographiques
Marcus Cohn est le fils aîné de Berthold Cohn, astronome français, d'origine allemande. Berthold Cohn est président de la Communauté Etz Haïm de Strasbourg (Kageneck).
Berthold Cold est originaire de Posnanie, devenue province polonaise, pays allié de la France, il est autorisé à demeurer en Alsace après 1919. Il est naturalisé français avec sa famille par décret du 18 novembre 1925.
La mère de Marcus Cohn est Sarah Posen, née à Francfort-sur-le-Main en 1879, meurt à Paris en 1949.
Son frère cadet est Jacques Cohn dit "Bô" Cohn, qui participe au sauvetage des enfants juifs durant la Seconde Guerre mondiale dans le cadre de l'OSE Il a deux sœurs, Paula Cohn et Ruth Cohn, cette dernière déportée en 1944.
Il est un des membres fondateurs du mouvement de jeunesse religieux Yechouroun.
Il est professeur au Lycée de Thionville (Moselle, Lorraine).
Il donne des cours à Strasbourg de notions de langue hébraïque et d'Histoire des Juifs au début de l'ère chrétienne.
Marcus Cohn est professeur de Bible au Séminaire israélite de France (SIF). Il y recrute Georges Loinger, le surveillant général, pour l'école qu'il va créer, Maïmonide. Il enseigne aussi à l'École pratique des hautes études où il a comme élèves, David Feuerwerker et Robert Weil
En 1934, Marcus Cohn est chargé de cours de religion à l'École des langues orientales.
Marcus Cohn fonde et devient en 1935 le premier directeur de l'École Maïmonide (Boulogne-Billancourt),. Il a brièvement, après la guerre, comme élève: Serge Klarsfeld. Théo Dreyfus lui succède comme directeur de Maïmonide quand Marcus Cohn s'installe en 1949 en Israël. Il devient professeur à l'Université hébraïque de Jérusalem.
Il est spécialiste de la gnose Mandéenne (secte judéo-chrétienne d'Irak et d'Iran). Il est membre du comité directeur de l'Institut Kerem de l'Alliance israélite universelle à Jérusalem où il enseigne la philosophie, les arts et la musique à de futurs professeurs d'enseignement secondaire.
Marcus Cohn est l'époux de Rachel Cohn (née Schloss, née le 14 mai 1915 à Hambourg, Allemagne),, veuve de Léo Cohn. De son premier mariage avec Léo Cohn, Rachel a 3 enfants: Noemi Cassuto (née à Strasbourg, le 27 octobre 1939), un fils: Ariel (née à Moissac, le 17 août 1940) et une seconde fille: Aviva (née à la frontière suisse). Marcus et Rachel Cohn ont une fille, Ruthy, qui vit à Kfar Etzion.
Il est décédé le 28 décembre 1998 à Jérusalem.
Il est l'auteur d'un célèbre dictionnaire hébreu-français et français-hébreu,.

## Portrait de Marcus Cohn
Katy Hazan (2002) consacre un portrait à Marcus Cohn et relate la création de l'école Maïmonide.